# Chonothea verrucosa
Chonothea verrucosa là một loài nhện biển trong họ Ascorhynchoidea family incertae sedis. Loài này thuộc chi Chonothea. Chonothea verrucosa được miêu tả khoa học năm 1991 bởi Nakamura & Child.